# Dynastie des Jin postérieurs
Pour les articles homonymes, voir Jin et Jin postérieurs.
1616–1636
(20 ans)
- Jin postérieurs
- Territoire mongol
- Dynastie Ming
- Corée

Entités précédentes :
- Principautés tribales des Jürchens Jianzhou
- dynastie Ming
- dynastie Yuan du Nord

Entités suivantes :
- dynastie Qing

La dynastie des Jin postérieurs (1616 — 1636) (en mandchou : ᠠᠮᠠᡤᠠ
ᠠᡳᠰᡳᠨ
ᡤᡠᡵᡠᠨ ; translittération latine : Amaga Aisin Gurun, ou en chinois 后金 / 後金, hòujīn) est une dynastie toungouse Jürchen tardive dirigée par les Khan/empereurs Nurhachi et Huang Taiji. 
Elle est créée en 1616 par Nurhachi, le chef du peuple des Jürchens Jianzhou, après qu'il a achevé la réunification des tribus Jürchen. Son nom provient de l'ancienne dynastie Jin, qui avait été fondée en 1115 par les Jürchen et avait régné sur le nord de la Chine aux XIIe et XIIIe siècles, avant de tomber face aux attaques de l'Empire mongol. En 1635, ce qui reste des Yuan du nord, alors dirigés par Ejei Khan, se soumet officiellement aux derniers Jin. L'année suivante, Huang Taiji rebaptise officiellement son royaume et sa dynastie « Grand Qing », marquant ainsi le début de la dynastie Qing. Après la chute de la dynastie Ming, à la suite d'une guerre civile, les Qing éliminent la dynastie Shun de Li Zicheng, le vainqueur des Ming, et les divers prétendants loyalistes des Ming du Sud. Ils finissent par régner sur un empire comprenant la Chine historique, le Tibet, la Mandchourie, la Mongolie intérieure, la Mongolie extérieure, le Xinjiang et Taïwan, et ce jusqu'à ce que la révolution Xinhai de 1911 chasse les Mandchous du pouvoir et établisse la république de Chine.

## Nom
Les historiens débattent pour savoir si le nom chinois officiel de l'État était "Jin" (chinois : 金), "Jin postérieurs" (chinois : 後金), ou les deux. Que l'on prenne l'un ou l'autre de ces noms, ils décrivent la dynastie comme étant la continuation ou le successeur de la précédente dynastie Jin, fondée par le clan Jürchen des Wanyan en 1115. 
La forme mandchoue du nom est ᠠᡳ᠌ᠰᡳᠨ ᡤᡠᡵᡠᠨ (Aisin Gurun), ce qui signifie simplement "État d'or".

## Histoire

### Montée en puissance des Jürchens Jianzhou
Lorsque les Mongols les ont chassés de la Chine du Nord au moment de la chute de la dynastie Jin, les Jürchens sont retournés vivre en Mandchourie, leur région d'origine. À l'époque où la dynastie Ming règne sur la Chine, ils sont divisés en trois tribus, dont la plus puissante est celle des Jianzhou, qui vivent autour du mont Changbai. 
Dans le cadre de sa lutte contre la dynastie Yuan du Nord, l'empereur Hongwu envoie une expédition militaire chasser les Mongols de Mandchourie et prendre le contrôle des tribus Jürchen vivant en Mandchourie. Le gouvernement Ming divise les Jürchens de la tribu Jianzhou en trois Wei, surnommés les "Trois Wei de Jianzhou". Généralement, ce sont les chefs des tribus jürchen qui sont choisis comme commandants de ces Wei.
À cette époque, la tribu des Jürchens Haidong, vivant au nord de la Mandchourie, refuse tout contact avec les Chinois et est très puissante. Les Haidongs attaquent les Jianzhous, qui doivent également faire face à des attaques incessantes de la part des Coréens, car leur chef, Mengtemu (en), reste fidèle aux Ming, alors que les rois de la dynastie Joseon veulent que les Jürchens se soumettent exclusivement à leur pouvoir. Cette instabilité politique et militaire force les Jianzhous à se déplacer vers le sud durant la décennie 1380, et ils finissent par s'installer à Hetu Ala.

### Fondation du Khanat
Au début du XVIIe siècle, Nurhachi, un chef de clan Jianzhou, cherche à unifier sous son autorité les diverses tribus Jurchens vivant en Mandchourie. Pour parvenir à ses fins, il réorganise ses sujets en "Bannières", des unités militaro-sociales qui, en plus des Jürchens, finissent par inclure des Chinois et des Mongols au fur et à mesure des progrès des conquêtes de Nurhachi. Après bien des luttes, il réussit à unifier les clans Jürchens et, en 1616, il parachève son œuvre en se proclamant Khan et en fondant la Dynastie des Jin postérieurs.

### Expansion
À l'origine, Nurhachi est un vassal des Ming, et il le reste tant que l'unification des Jürchens n'est pas achevée. En 1618, il proclame ses Sept Grandes Causes d'irritation (nadan amba koro; 七大恨), qui sont autant d'attaques directes contre les Ming, à qui il déclare la guerre. Dans un premier temps, il occupe Fushun, Qinghe (清河) et quelques autres villes avant de battre en retraite. En mai 1618, a lieu la bataille de Fushun, première confrontation directe entre les Jin et les Ming, qui se conclut par une déroute chinoise et la mort du vice-général Zhang Chengyin (張承蔭); ce qui stupéfie la cour impériale Ming. En 1619, il  attaque Yehe (葉赫) pour tenter de provoquer les Ming. Ces derniers réagissent en envoyant une expédition militaire dirigée par le commissaire militaire Yang Hao pour assiéger Hetu Ala depuis quatre routes. Lors d'une série de batailles hivernales connues collectivement sous le nom de "bataille de Sarhu", Nurhachi détruit trois des quatre armées Ming, forçant les survivants des combats et la quatrième armée à battre en retraite dans le désordre. Grâce à cette victoire, les Jin postérieurs prennent le contrôle de toute la partie orientale du Liaoning.
Le déménagement de sa cour de Jianzhou à Liaoyang permet à Nurhachi d'accéder à davantage de ressources. Il se retrouve également en contact étroit avec les Mongols Khorchins vivant dans les plaines de la Mongolie intérieure. Même si au début du XVIIe siècle, cela fait longtemps que la nation mongole autrefois unifiée s'est fragmentée en tribus individuelles et hostiles, les Mongols représentent toujours une menace sérieuse pour la sécurité des frontières nord des Ming. Très vite, Nurhachi met en place une politique extérieure consistant à rechercher l'amitié et la coopération des Khorchins contre les Ming, tout en protégeant sa frontière occidentale d'un puissant ennemi potentiel.
La série ininterrompue de succès militaires de Nurhachi prend fin en janvier 1626, lorsqu'il est vaincu et blessé par Yuán Chónghuàn, lors de la bataille de Ningyuan. Après sa défaite, Nurhachi se retire à Mukden, où il succombe à ses blessures et meurt huit mois plus tard. Son huitième fils, le quatrième Beile, Huang Taiji, lui succède après une brève lutte de pouvoir et prend le titre de Grand Khan des Jin postérieurs.
Bien que Huang soit déjà un chef expérimenté au moment où il accède au pouvoir, car il était le commandant de deux bannières, son règne débute par une nouvelle défaite face à Yuan Chonghuan, en 1627, lors de la bataille de Ning-Jin. Comme à Ningyuan, cette défaite est en grande partie due à l'utilisation par les Chinois de canons lourds d'une nouveau type, les Hongyipao (lit : "canon des barbares rouges"), que les Ming viennent d'acheter aux Portugais. Si l'échec de la prise de Ningyuan stoppe temporairement l'expansion des Jin postérieurs, ils ripostent en mettant la pression sur les troupes chinoises stationnées dans la région du golfe de Bohai et sur le royaume de Joseon.
Mais il ne s'agit que d'une riposte à court terme et Huang Taiji a compris que, s'il veut pouvoir continuer à lutter contre les Ming, il doit remédier à son infériorité technologique et numérique. Pour y parvenir, il crée en 1634 son propre corps d'artillerie, l'ujen cooha (Chinois : 重軍), avec des artilleurs recrutés au sein de ses troupes Han et des canons de conception européenne fabriqués en Mandchourie avec l'aide de métallurgistes chinois transfuges. L'un des événements marquants du règne de Huang Taiji est l'adoption officielle du nom "Mandchou" en novembre 1635 pour désigner le peuple Jürchen unifié. La même année, les alliés mongols des Mandchous sont intégralement incorporés dans un système de bannières spécifique et séparé des bannières mandchoues, mais qui reste sous le commandement direct des Mandchous. Pendant son règne, Huang Taiji conquiert l'intégralité des territoires Ming situés au nord de la passe de Shanhai et vainc Ligden Khan en Mongolie intérieure. En avril 1636, la noblesse Mongole de Mongolie intérieure, la noblesse mandchoue et les mandarins Han au service de Huang tiennent un qurultay à Shenyang. Les nobles recommandent au khan des Derniers Jin de prétendre au trône du Dragon et un des sceaux de jade de la dynastie Yuan lui est également remis. Dès lors, pour les Mongols de Mongolie Intérieure, Huang porte le titre de Bogd Sécén Khaan et devient leur Khan. Mais, lorsque Ejei Khan lui remet ce sceau, Huang Taiji change le nom de sa dynastie de "Jin" en "Grand Qing" et élève sa position de Khan à celle d'empereur. Ce changement suggère des ambitions impériales allant au-delà de l'unification des tribus mandchoues, et marque la fin officielle de la période des Derniers Jin.

### Conséquences
Ce changement de nom est suivi de la création des deux premières bannières han en 1637, qui passent à huit en 1642. L'ensemble de ces réformes militaires permet à Huang Taiji de vaincre les armées Ming dans une série de batailles se déroulant entre 1640 et 1642, ce qui permet à la nouvelle dynastie Qing de s'emparer des territoires de Songshan et de Jinzhou. Ces victoires entraînent la reddition d'une grande partie des troupes les plus aguerries de la dynastie Ming, la mort de Yuan Chonghuan sur ordre de l'empereur Chongzhen, qui pense que Yuan l'a trahi, et le retrait complet et permanent des dernières troupes Ming présentes au nord de la Grande Muraille.
Huang Taiji meurt subitement en septembre 1643, sans avoir désigné un héritier. Son fils Fulin, âgé de cinq ans, devient l'empereur Shunzhi, tandis que le demi-frère de Huang, Dorgon, devient le régent et chef de facto de la dynastie Qing.
En 1644, à la suite d'une guerre civile meurtrière, les forces Shun, commandées par Li Zicheng, s'emparent de Pékin, la capitale des Ming où l'empereur Chongzhen préfère se suicider plutôt que de tomber entre les mains des rebelles. Le général Wu Sangui, alors chargé de défendre la frontière nord-est contre les Mandchous, apprend la nouvelle de la chute de Pékin et de la mort de l'empereur, alors qu'il est en route pour secourir ce dernier. Plutôt que de rejoindre les rangs des Shun, il préfère s'allier aux Mandchous et ouvre les portes de la passe de Shanhai aux soldats des Bannières dirigées par Dorgon. Lors de la bataille qui s'ensuit, ces alliés de fraîche date infligent une cuisante défaite aux rebelles et les Mandchous s'emparent de Pékin. Mais ce qui reste de la maison impériale Ming garde encore le contrôle de la Chine du Sud. Ces survivants, connus collectivement sous le nom de dynastie des Ming du Sud, finissent par être vaincus par les Qing, qui s'emparent ainsi de toute la Chine historique.

## Galerie

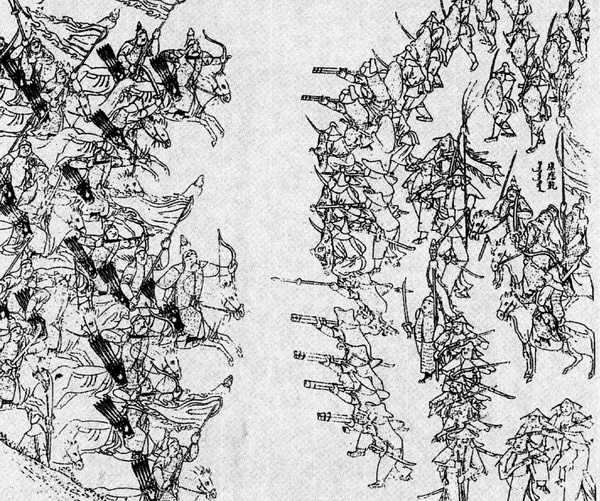
Cavalerie Jin chargeant l'infanterie Ming lors de la bataille de Sarhu.
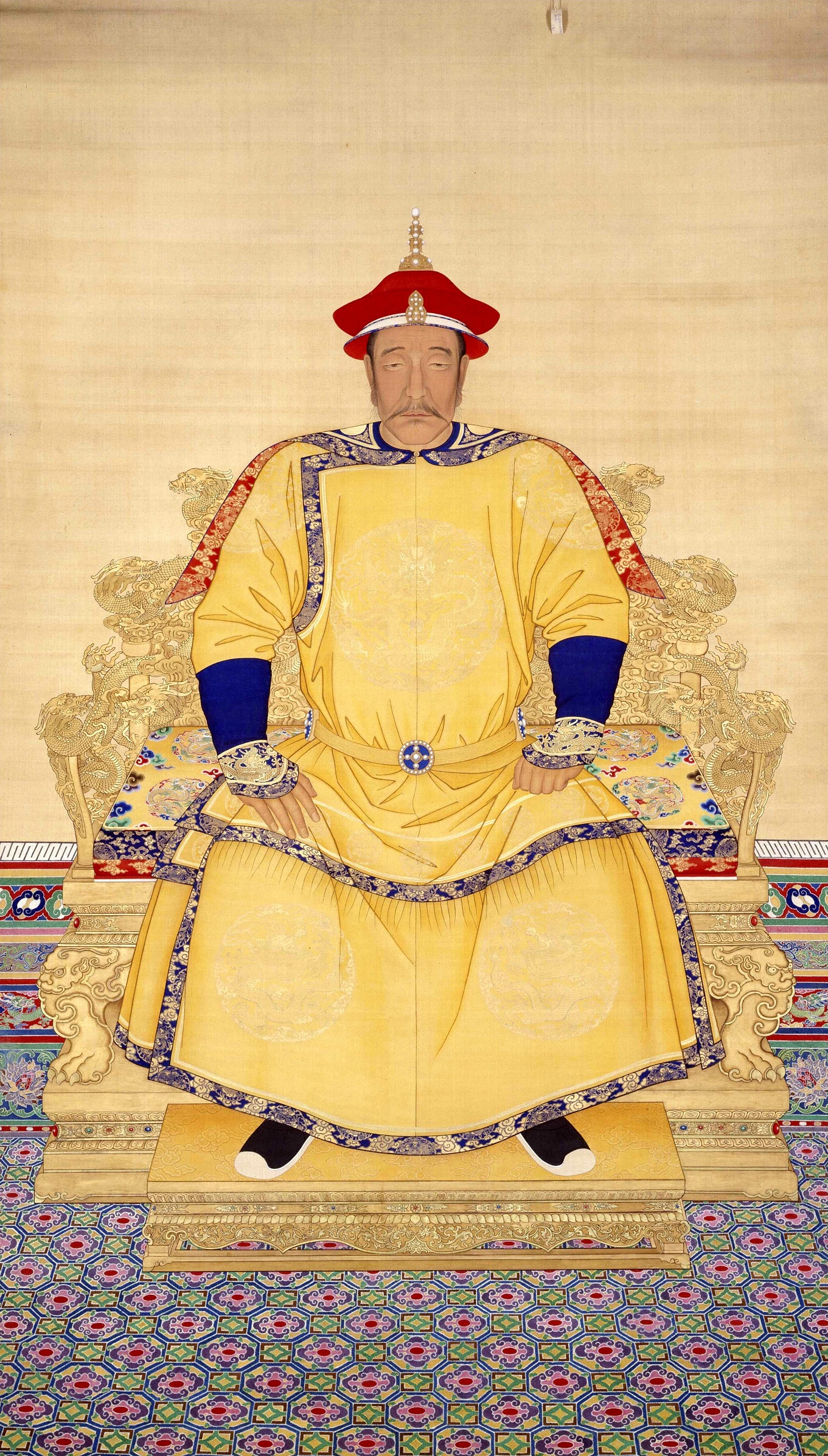
Portrait officiel de Nurhachi, le fondateur de la dynastie des Jin postérieurs.
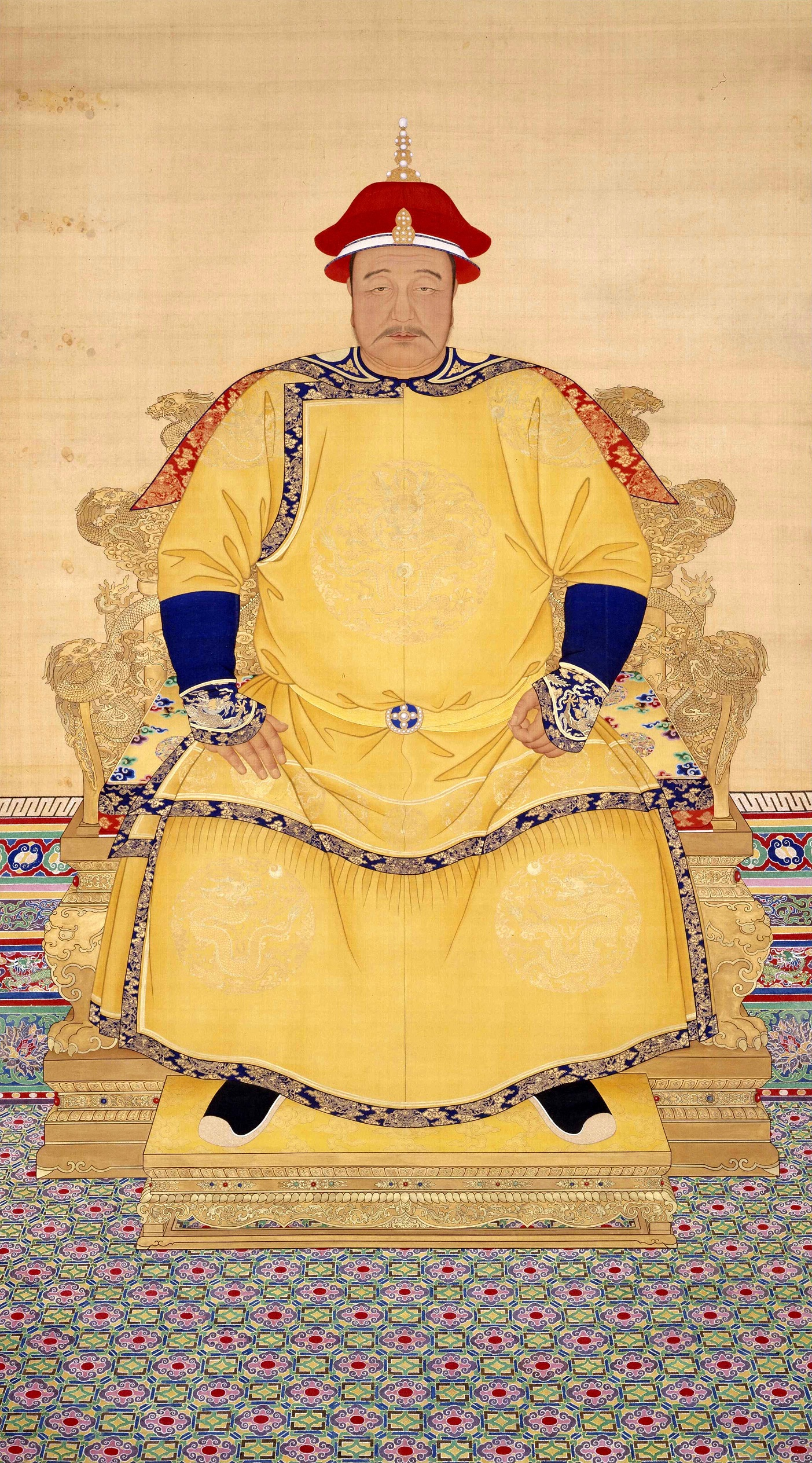
Portrait officiel de Huang Taiji, le second khan de la dynastie des Jin postérieurs et fondateur de la dynastie Qing.
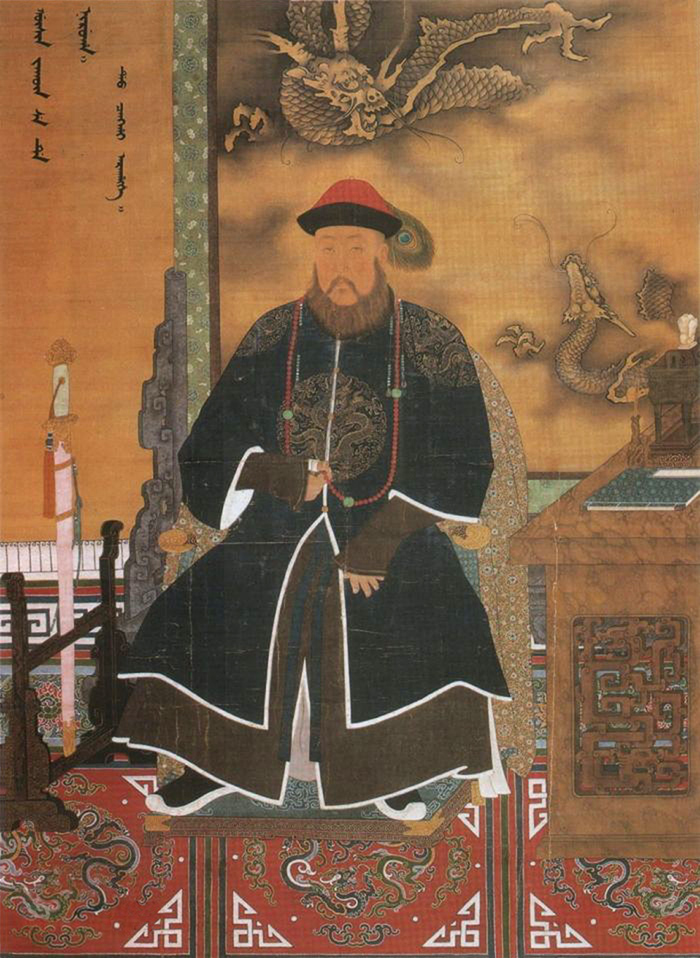
Portrait du prince Dorgon.

## Voir également
- Dynastie Qing
- Dynastie Jin (1115-1234)
- Jürchens Jianzhou
- Aisin Gioro
- Sept Grandes Causes d'irritation